# 1924년 동계 올림픽 노르딕복합
1924년 동계 올림픽의 노르딕 복합은 1924년 1월 29일에 프랑스 샤모니에서 경기가 진행됐다. 오늘날 대회와 달리 스키 점프가 마지막으로 치러졌다.

## 참가 국가
9개로부터 온 30명의 선수들이 대회에 참가했다.
| - 노르웨이 (4명) - 미국 (4명) - 스웨덴 (3명) - 스위스 (4명) - 체코슬로바키아 (4명) |  | - 폴란드 (2명) - 프랑스 (4명) - 핀란드 (2명) - 헝가리 (3명) |

## 결과

### 최종 순위
| 순위 | 선수                         | 총계   |
| ---- | ---------------------------- | ------ |
| 1    | 톨레이프 헤우 (NOR)          | 18.906 |
| 2    | 토랄프 스트룀스타드 (NOR)    | 18.219 |
| 3    | 요한 그뢰툼스브로텐 (NOR)    | 17.854 |
| 4    | 하랄드 외케른 (NOR)          | 17.260 |
| 5    | 악셀 헤르만 닐손 (SWE)       | 14.063 |
| 6    | 요세프 아돌프 (TCH)          | 13.720 |
| 7    | 발테르 부흐베르게르 (TCH)    | 13.625 |
| 8    | 메노티 야코브손 (SWE)        | 12.823 |
| 9    | 베르네르 에크뢰프 (FIN)      | 12.583 |
| 10   | 클레베르 벨머트 (FRA)        | 12.333 |
| 11   | 지구르트 오버바이 (USA)      | 12.219 |
| 11   | 페테르 슈미트 (SUI)          | 12.219 |
| 13   | 요세프 빔 (TCH)              | 12.083 |
| 14   | 알렉상드르 지라르 빌리 (SUI) | 11.604 |
| 15   | 한스 아이덴벤츠 (SUI)        | 11.438 |
| 16   | 술로 얘스켈래이넨 (FIN)      | 11.365 |
| 17   | 사비에르 아펜트랑거 (SUI)    | 11.188 |
| 18   | 길버트 라바넬 (FRA)          | 11.063 |
| 19   | 안드제이 크르젭토스키 (POL)  | 9.531  |
| 20   | 아드리앵 반델리 (FRA)        | 8.167  |
| 21   | 앤더스 하우겐 (USA)          | 5.750  |
| 22   | 존 칼턴 (USA)                | 5.104  |
| –    | 래그나 옴트베트 (USA)        | DNF    |
| –    | 프란시스젝 부야크 (POL)      | DNF    |
| –    | 닐스 린드 (SWE)              | DNF    |
| –    | 이스트반 데반 (HUN)          | DNF    |
| –    | 얼러다르 하베를 (HUN)        | DNF    |
| –    | 벨라 세페시 (HUN)            | DNF    |
| –    | 오타카르 네메키 (TCH)        | DNF    |
| –    | 마르샬 빠요 (FRA)            | DNF    |

## 범례
|  | 세계 신기록                  |  |                   | 아프리카 신기록 |                      | Q | 예선 통과 |
|  | 올림픽 신기록                |  | 북아메리카 신기록 | DNS             | 경기를 시작하지 않음 |   |           |
|  |                              |  | 아시아 신기록     | DNF             | 경기를 마치지 않음   |   |           |
|  | 국가 신기록                  |  | 유럽 신기록       | DSQ             | 실격                 |   |           |
|  | 개인 최고 기록 (개인 신기록) |  | 오세아니아 신기록 | WD              | 기권                 |   |           |
|  | 시즌 최고 기록 (시즌 신기록) |  | 남아메리카 신기록 | NM              | 기록 없음            |   |           |

## 메달 집계

### 최종 순위
| 순위 | 국가     | 금메달 | 은메달 | 동메달 | 합계 |
| ---- | -------- | ------ | ------ | ------ | ---- |
| 1    | 노르웨이 | 1      | 1      | 1      | 3    |
| 합계 | 합계     | 1      | 1      | 1      | 3    |

### 메달리스트
| 종목        | 금                       | 은                             | 동                             |
| ----------- | ------------------------ | ------------------------------ | ------------------------------ |
| 남자 개인전 | 톨레이프 헤우 · 노르웨이 | 톨랄프 스트룀스타드 · 노르웨이 | 요한 그뢰툼스브로텐 · 노르웨이 |

## 참조
- IOC 데이터베이스
- 공식 올림픽 리포트 보관됨 2008-04-10 - 웨이백 머신
- (폴란드어) Wudarski, Pawel (1999). “Wyniki Igrzysk Olimpijskich”. 2008년 10월 14일에 원본 문서에서 보존된 문서. 2008년 10월 20일에 확인함.

| 올림픽 노르딕복합 |                                           |                   |
| 이전              | 1924년 동계 올림픽 노르딕복합 샤모니 1924 | 다음              |
|                   | 1924년 동계 올림픽 노르딕복합 샤모니 1924 | 장크트모리츠 1928 |
|                   |                                           |                   |
|                   |                                           |                   |